# 100 szóban Veszprém

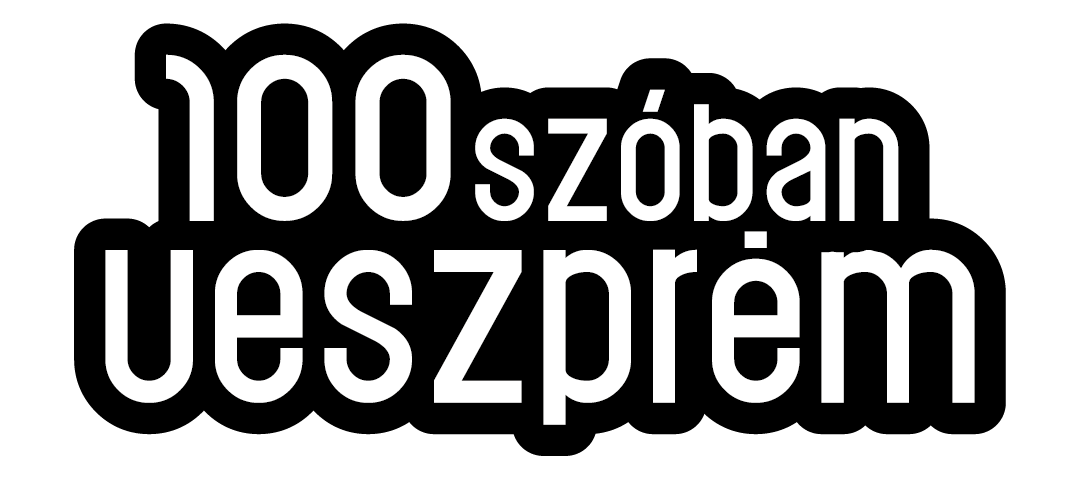
100 szóban Veszprém logó

A 100 szóban Veszprém a chilei Plagio Fundacion szervezettel együttműködésben, 2022 tavaszán Veszprémben indult történetíró pályázat. A világon első alkalommal bonyolították le középvárosban a sajátos műfajú irodalmi vetélkedést. Európában Budapesten, Prágában, Pozsonyban és Varsóban szervezték meg korábban a pályázatot. Veszprémben az eredeti formátum előírásainak megfelelően határozták meg a szabályokat: maximum 100 szóban, Veszprémmel összefüggésben és irodalmi jelleggel írják meg történeteiket a pályázatra jelentkezők.

## A szervező
2020-ban indult el dr. Dióssy László és Wéber László szerkesztésében a StúDió Veszprém Podcast. A „megkerülhetetlen embereket és történeteket” felvonultató műsorfolyamban elsősorban Veszprém, illetve a Balaton téréségének kulturális, társadalmi, gazdasági és tudományos életét alakító vendégekkel beszélget minden pénteken a két szerkesztő. A politikamentes podcast a térség első és meghatározó közéleti online talkshow-ja. A történetmesélés korábbi formáját továbbfejlesztve határozta el a két alapító a 100 szóban Veszprém megvalósítását. A szerkesztőpáros elképzelése szerint a közösségi részvételre alapuló történetírás hozzá tud járulni a Veszprém-Balaton 2023 Európa Kulturális Fővárosa (EKF) sikeréhez. A pályázat lehetőséget ad a veszprémieknek arra, hogy "akadálymentesen" kapcsolódhassanak a kulturális főváros alkotói közösségéhez és magát az EKF-et, annak működését is társadalmasítsák. A szerkesztők mint alapító-producerek helyi és térségi vállalkozásokat kértek fel a projekt finanszírozására, ami így állami, önkormányzati vagy uniós források nélkül valósulhatott meg.

## A 2022-es pályázat
A pályázatra márciustól augusztus 20-áig küldhették be írásaikat a szerzők. Bárki pályázhatott magyar nyelven megírt maximum 100 szavas történettel, illetve történetekkel (egy szerző akár több pályaművet is küldhetett). A legjobb írások a döntőbe kerülve versengtek a pénzdíjakért, melyekről a Géczi János, Nyáry Krisztián és dr. Praznovszky Mihály alkotta zsűri döntött. A producerek meghirdették a közönségdíjat is, a döntős írásokra a Facebookon adhatták le szavazataikat az érdeklődők. Minden döntőbe jutott írás megjelent a 100 szóban Veszprém – Történetek Veszprémről kötetben.

A 78 történetet és illusztrációt tartalmazó kötet

A kötetben szereplő mininovellákhoz veszprémi képzőművészek (Debreczeny Zoltán, Hegyeshalmi László, Schmidt Kiara és Zongor Gábor), valamint a Pannon Fényképészkör Egyesület fotósai készítettek illusztrációkat.
A pályázatra közel 600 írás érkezett, ezek közül 78 került be a döntősök közé 64 szerző tollából.

### A pályázat díjazottjai[8]
A eredményhirdetésre és a kötet bemutatására 2022. október 11-én került sor a veszprémi Hangvillában.
| Díj           | Pályázó neve      | Pályamunka címe            | Illusztrátor neve    |
| ------------- | ----------------- | -------------------------- | -------------------- |
| I. helyezés   | Friedler Magdolna | Télre eltett Veszprém      | Cziráki Ildikó       |
| II. helyezés  | Bojtor Iván       | Bázisugrás                 | Zongor Gábor         |
| III. helyezés | Kéri Márk         | Próbálom sűríteni a várost | Schmidt Kiara        |
| Junior díj    | Korbély Emma      | Resti                      | Tóth Csaba           |
| Közönségdíj   | Déri Anna         | Gyöngyvirág Presszó        | Vainel Gergely Gyula |

## A pályázat utóélete
A "100 szavas városokban" a turisztikai ügynökség vagy a helyi önkormányzat gondoskodott az írások és az illusztrációk köztéri elhelyezéséről, illetve városmarketingbe illesztéséről. A producereknek erre nincs lehetőségük, azonban a kötet megjelenését követően közönségtalálkozókat, felolvasásokat szerveznek. Az írásokból hangzóanyag is készül, mely a saját felületeiken, illetve rádiócsatornák közvetítésével lesz elérhető. Terveik szerint a helyi tananyag részévé válhat egyik-másik történet, akár színműben is feldolgozhatják a döntős írásokat.
A szervezők arról is gondoskodnak, hogy a Magyar Nemzeti Levéltárban elérhetővé váljon az összes pályamű, így azoknak az írásai is fennmaradnak az utókor számára, akik nem kerültek be a döntőbe.

## 100 szóban Veszprém 2023
A StúDió Veszprém Podcast tervei szerint 2023-ban is meghirdeti a történetíró pályázatot.  Az első évben szerzett tapasztalatok alapján az általános és középiskolák bevonására több figyelmet fordítanak, valamint a igyekeznek bevonni a városba érkező külföldi turistákat és az EKF programjaira ellátogató hazai közönséget is
Az új pályázatot a 100szobanveszprem.hu oldalon hirdetik meg a szervezők.